# Phradis obscuripes
Phradis obscuripes là một loài tò vò trong họ Ichneumonidae.